# Elassoctenus
Elassoctenus is een monotypisch geslacht van spinnen uit de  familie van de Zoridae (stekelpootspinnen).

## Soort
- Elassoctenus harpax Simon, 1909